# داگلاس لیما
داگلاس لیما (انگلیسی: Douglas Lima؛ زادهٔ ۵ ژانویهٔ ۱۹۸۸) موای تای‌کار و ورزشکار هنرهای رزمی ترکیبی  اهل برزیل است. وی از سال ۲۰۰۶ میلادی تاکنون مشغول فعالیت بوده‌است.